# Chained to the Rhythm
Chained to the Rhythm è un singolo della cantante statunitense Katy Perry, pubblicato il 10 febbraio 2017 come primo estratto dal quinto album in studio Witness.

## Descrizione
Il brano è stato composto da Perry stessa insieme alla cantautrice australiana Sia e ha visto la partecipazione vocale del cantante giamaicano Skip Marley. È un brano elettropop influenzato dal reggae.
Il singolo è stato cantato per la prima volta il 12 febbraio 2017 in occasione dei Grammy Awards 2017 a fianco di Skip Marley, chiudendo l'esibizione della cantante con il messaggio "No hate". I cantanti si sono nuovamente esibiti il 22 febbraio ai BRIT Awards 2017 con l'entrata in scena di due scheletri giganti rappresentanti ipoteticamente il presidente degli Stati Uniti Donald Trump e il primo ministro britannico Theresa May. La promozione del brano è continuata: infatti il 5 marzo si sono esibiti anche agli iHeartRadio Music Awards 2017.

## Video musicale
Il 10 febbraio 2017 viene pubblicato sul canale della cantante un lyric video che mostra una piccola cucina in cui una mano prepara varie pietanze per un criceto seduto in un soggiorno che guarda la TV, la quale mostra un criceto che corre in una ruota.
Il video musicale è stato diretto da Mathew Cullen, lo stesso che già in precedenza ha lavorato con la cantante per i video di California Gurls e Dark Horse, e reso disponibile tramite Vevo il 21 febbraio 2017.
Esso mostra la cantante che va in un luna park stile anni cinquanta futuristici chiamato «Oblivia» e sale in una gigantesca e pericolosa montagna russa chiamata «Love Me». Il parco dove è ambientato il video esiste davvero e si chiama Six Flags Magic Mountain. È situato a Valencia, vicino a Los Angeles. In seguito vengono mostrate le altre strambe attrazioni del luna park. Successivamente Katy va in un cinema e, ad un certo punto, appare Skip Marley. La cantante prova ad avvicinarsi a lui ma viene fermata dai ballerini.

## Tracce
Testi e musiche di Katy Perry, Max Martin, Sia Furler, Ali Payami e Skip Marley.
Download digitale
1. Chained to the Rhythm (featuring Skip Marley) – 3:57

CD singolo (Europa)
1. Chained to the Rhythm (featuring Skip Marley) – 3:58
2. Chained to the Rhythm (Instrumental) – 3:57

## Formazione
Musicisti
- Katy Perry – voce, cori
- Skip Marley – voce aggiuntiva, cori
- James Alan Ghaleb – chitarra funky
- Ali Payami – basso, pianoforte, sintetizzatore, batteria, percussioni, programmazione, battimani
- Max Martin – Prophet 6, solina, programmazione, cori
- Peter Karlsson – percussioni
- Sia – cori

Produzione
- Max Martin, Ali Payami – produzione
- Sam Holland – ingegneria del suono
- Cory Bice – assistenza tecnica
- Jeremy Lertola – assistenza tecnica
- Peter Karlsson – montaggio vocale
- Șerban Ghenea – missaggio
- John Hanes – assistenza al missaggio
- Tom Coyne – mastering

## Successo commerciale
Nella Billboard Hot 100 statunitense Chained to the Rhythm ha debuttato alla 4ª posizione, diventando la quattordicesima top ten di Katy Perry e il suo terzo miglior ingresso, oltre a risultare il più alto per un'artista femminile da Hello di Adele del 2015. Durante la sua prima settimana ha venduto 108 000 copie digitali e ha accumulato 14,7 milioni di riproduzioni streaming, entrando rispettivamente al 3º e al 15º posto nella Digital Songs e nella Streaming Songs. Inoltre, durante la sua prima settimana completa di conteggio radiofonico, ha raccolto ulteriori 50 milioni di ascoltatori, salendo dalla 35ª posizione alla 20ª nella Radio Songs.

## Classifiche

### Classifiche settimanali
| Classifica (2017-23) | Posizione massima |
| -------------------- | ----------------- |
| Australia            | 4                 |
| Austria              | 7                 |
| Belgio (Fiandre)     | 6                 |
| Belgio (Vallonia)    | 5                 |
| Bielorussia          | 151               |
| Bulgaria             | 3                 |
| Canada               | 3                 |
| Danimarca            | 10                |
| Estonia              | 126               |
| Finlandia            | 8                 |
| Francia              | 20                |
| Germania             | 6                 |
| Irlanda              | 6                 |
| Italia               | 10                |
| Libano               | 3                 |
| Lussemburgo          | 4                 |
| Malaysia             | 14                |
| Messico              | 15                |
| Norvegia             | 8                 |
| Nuova Zelanda        | 8                 |
| Paesi Bassi          | 14                |
| Polonia              | 1                 |
| Portogallo           | 16                |
| Regno Unito          | 5                 |
| Repubblica Ceca      | 6                 |
| Romania              | 6                 |
| Russia               | 4                 |
| Slovacchia           | 5                 |
| Slovenia             | 3                 |
| Spagna               | 16                |
| Stati Uniti          | 4                 |
| Svezia               | 9                 |
| Svizzera             | 6                 |
| Ucraina              | 6                 |
| Ungheria             | 6                 |

### Classifiche di fine anno
| Classifica (2017) | Posizione |
| ----------------- | --------- |
| Australia         | 84        |
| Austria           | 69        |
| Belgio (Fiandre)  | 36        |
| Belgio (Vallonia) | 16        |
| Brasile           | 94        |
| Canada            | 34        |
| Danimarca         | 77        |
| Francia           | 68        |
| Germania          | 64        |
| Islanda           | 7         |
| Italia            | 68        |
| Norvegia          | 67        |
| Paesi Bassi       | 90        |
| Polonia           | 5         |
| Portogallo        | 75        |
| Regno Unito       | 49        |
| Romania           | 28        |
| Russia            | 36        |
| Slovenia          | 17        |
| Spagna            | 80        |
| Stati Uniti       | 73        |
| Svezia            | 72        |
| Svizzera          | 32        |
| Ucraina           | 29        |
| Ungheria          | 42        |
| Classifica (2018) | Posizione |
| Islanda           | 88        |
| Ucraina           | 80        |